# Bärbel Kraemer

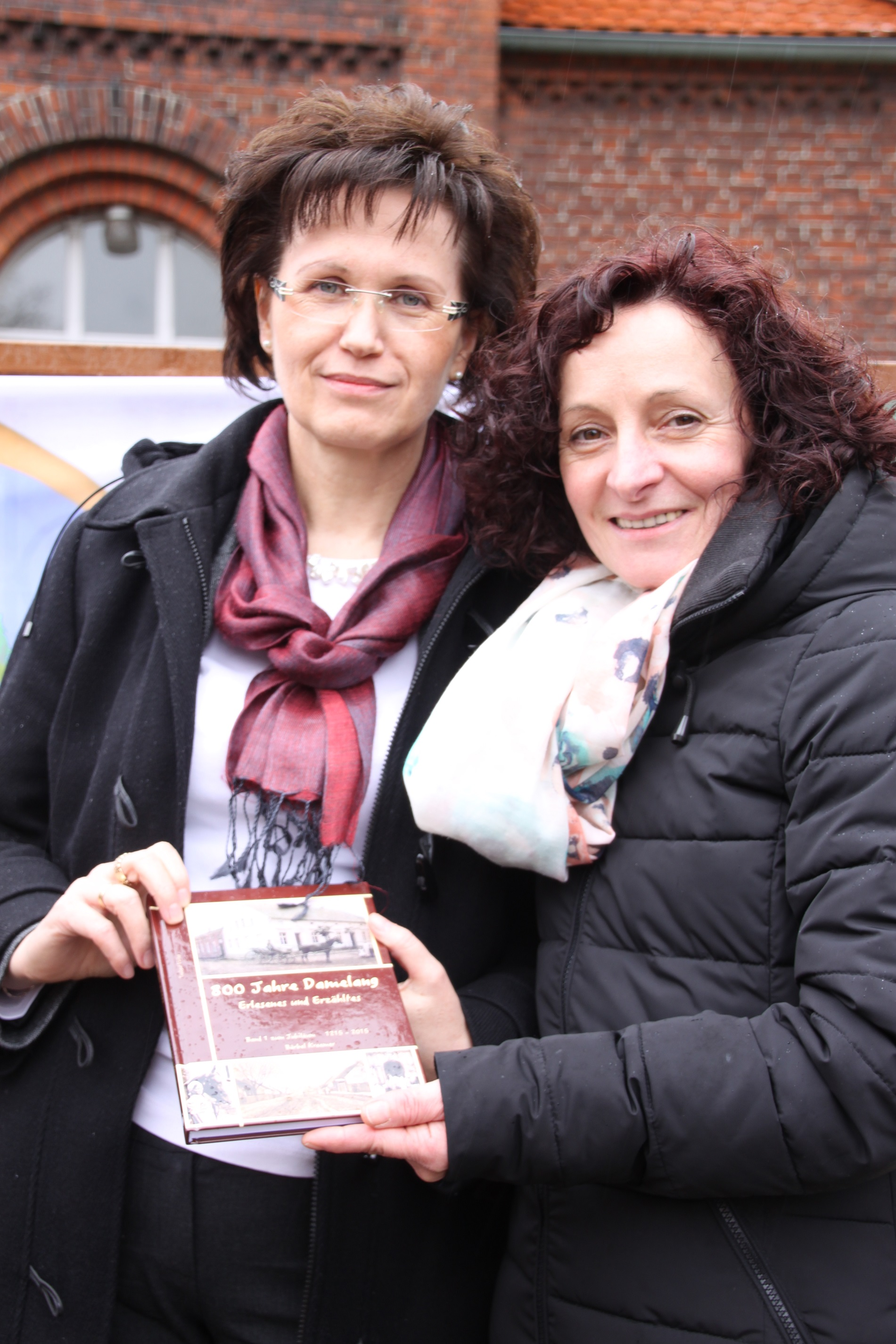
Bärbel Kraemer rechts mit der Damelanger Ko-Autorin Birgitt Schuhknecht.

Bärbel Kraemer (* 3. Februar 1963 in Bad Belzig) ist eine deutsche Autorin, Journalistin und Heimatforscherin.

## Leben
Kraemer wuchs in dem Zauche-Dorf Damelang auf.
Nach der Wende und friedlichen Revolution in der DDR engagierte sich Kraemer einige Jahre in der Kommunalpolitik. Sie leitet seit deren Gründung im Jahr 2006 die Belziger Geschichtswerkstatt. Inzwischen ist sie Autorin und Mitautorin sowie Herausgeberin von 34 Büchern, deren Schwerpunkt die Regionalgeschichte ist. So gehören zwei Chronikbände über ihr Heimatdorf Damelang ebenso dazu wie vier Bände über das Dorf Lühnsdorf. Biografische Aufzeichnungen älterer Bürger aus dem Hohen Fläming werden von ihr ebenfalls unterstützt.
Als freie Redakteurin war sie für die Märkische Allgemeine Zeitung tätig. Aktuell (2021) arbeitet sie in gleicher Funktion für das Brandenburgische Wochenblatt sowie die Internet-Bürgerzeitungen Zauche365kompakt und Flaeming365kompakt.
Kraemer ist Mutter von drei Töchtern. Sie lebt in einem Ortsteil von Bad Belzig.

## Veröffentlichungen (Auswahl)
- Nach Locktow lockts mich doch! Treibgut Verlag, Berlin 2013, ISBN 978-3-941175-47-1.
- mit Fritz Moritz: Lühnsdorf – Ein Dorf schreibt Geschichte. Treibgut Verlag, Berlin 2014, ISBN 978-3-941175-57-0.
- 800 Jahre Damelang. Erlesenes und Erzähltes. Treibgut Verlag, Berlin 2015, ISBN 978-3-941175-60-0.
- 800 Jahre Damelang. Erlesenes und Erzähltes. Band 2 zum Jubliäum 1215–2015. Treibgut Verlag, Berlin 2016, ISBN 978-3-941175-67-9.
- mit Fritz Moritz: Lühnsdorf – Ein Dorf schreibt Geschichte. Band 2. Treibgut Verlag, Berlin 2017, ISBN 978-3-941175-77-8.
- mit Inge Richter (Hrsg.): Schicksale – Teil 3. Erinnerungen und Dokumente über das Lager Röderhof in Belzig, Außenlager vom KZ Ravensbrück, Zwangsarbeiter- und Kriegsgefangenenlager Grüner Grund. Treibgut Verlag, Berlin 2017, ISBN 978-3-941175-81-5.[6]
- Schicksale – Teil 4. Erinnerungen und Dokumente über das Lager Röderhof in Belzig, Außenlager vom KZ Ravensbrück, Zwangsarbeiter- und Kriegsgefangenenlager Grüner Grund. Treibgut Verlag, Berlin 2018, ISBN 978-3-947674-27-5.
- mit Fritz Moritz: Lühnsdorf – Ein Dorf schreibt Geschichte. Band 4. Die Landwirtschaft – Existenzgrundlage der Lühnsdorfer. Treibgut Verlag, Berlin 2021, ISBN 978-3-947674-33-6.
- mit Ralf Grohs: Streifzug durch die Belziger Schulgeschichte: von den Anfängen bis in die Mitte des 20. Jahrhunderts. Treibgut Verlag, Berlin 2021, ISBN 978-3-947674-32-9.